# Vườn quốc gia Pamir

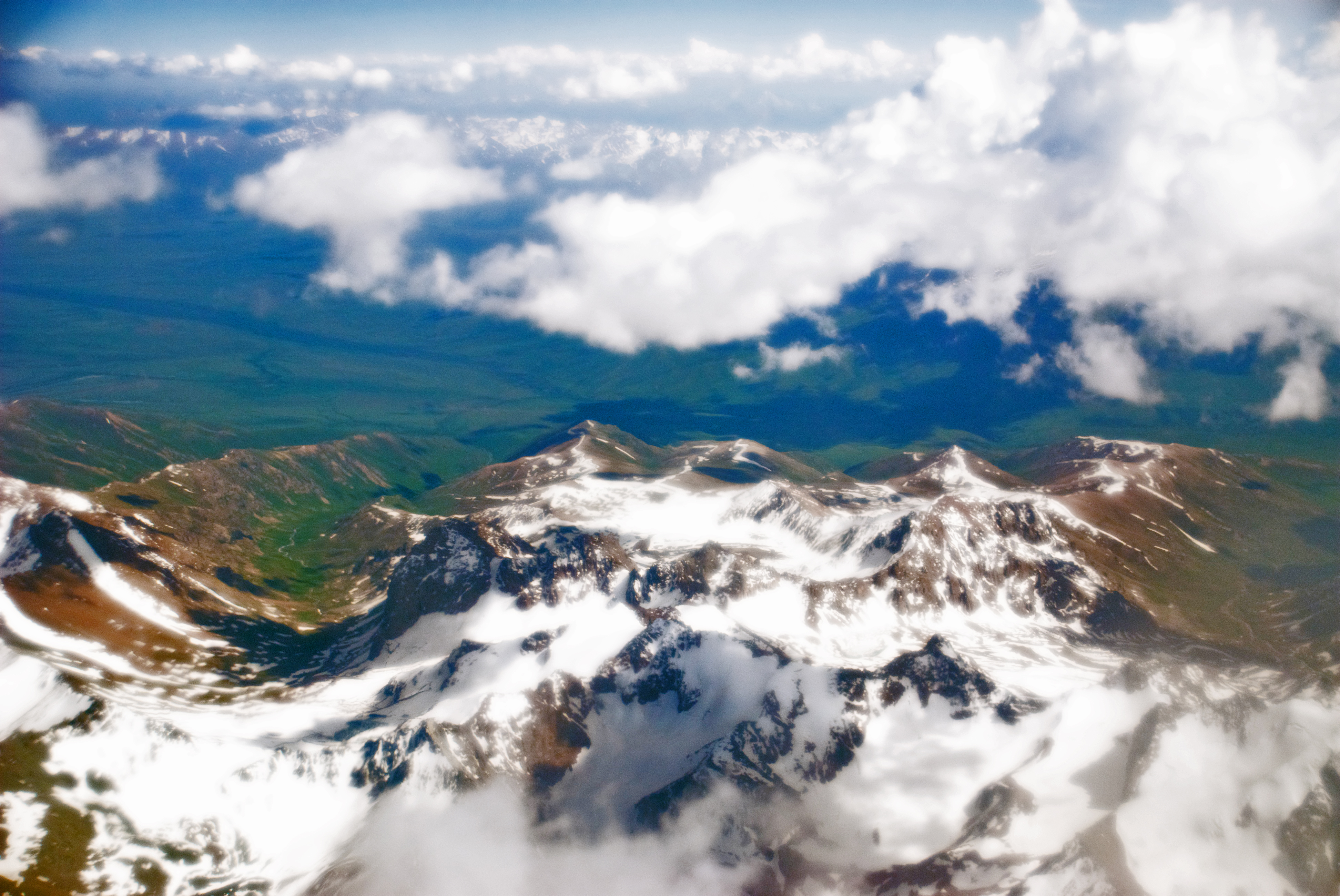

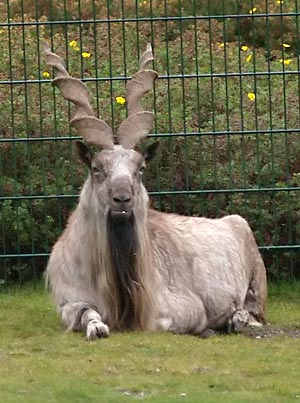
Sơn dương núi Pakistan

Vườn quốc gia Pamir (tên gọi khác là vườn quốc gia Tajik, Pamersky hoặc Pamirsky) là một vườn quốc gia và khu bảo tồn thiên nhiên ở miền đông Tajikistan. Nó được thành lập vào năm 1992 với trung tâm của cái gọi là "Pamir Knot", một điểm gặp gỡ của các dãy núi cao nhất trên lục địa Á-Âu. Nó bao gồm các cao nguyên cao ở phía đông và phía tây, đỉnh núi gồ ghề, một số lên tới 7.000 mét, và các tính năng đại hình thay đổi nhiệt độ theo mùa. Vườn quốc gia này trải dài khoảng 2,6 triệu ha, tương đương với 18% tổng diện tích của Tajikistan với địa hình chủ yếu là các phần của dãy núi Pamir. Trong năm 2006, vườn quốc gia này đã được trình lên UNESCO nhằm xem xét để thành một di sản thế giới. Tuy nhiên, năm 2013, vườn quốc gia này mới chính thức được công nhận là di sản thế giới và đổi tên thành Vườn quốc gia Tajik.

## Địa chất
Vườn quốc gia này có đặc tính cô lập địa hình, tức là các dãy núi phía ngoài cao hơn dãy núi phía trong nó. Ví dụ, dãy núi Zaalayski là biên giới phía bắc của vườn quốc gia, bao quanh là các dãy Kashgar Ridges ở phía Đông, Hindikush và phía Nam là các dãy núi khổng lồ của nó, còn rặng núi Kohi Lal ở phía tây. Điều này làm cho lãnh thổ của vườn quốc gia được phân lập từ khối không khí ẩm đến từ phương Tây (từ Đại Tây Dương qua biển Địa Trung Hải) và từ phía Nam (từ Ấn Độ Dương)
Chịu nhiều trận động đất mạnh thường xuyên, vườn quốc gia là nơi sinh sống thưa thớt dân cư, và hầu như không ảnh hưởng tới sản xuất nông nghiệp và định cư lâu dài của con người. Nó cung cấp một cơ hội duy nhất cho các nghiên cứu về kiến tạo địa tầng và hiện tượng hút chìm.

## Sinh thái và động thực vật
Hệ sinh thái tại vườn quốc gia là kết hợp của thảo nguyên, sa mạc, đồng cỏ và khu vực núi cao. Nó có mùa đông dài lạnh còn mùa hè mát mẻ, với lượng mưa trung bình hàng năm là 12,7 cm.
Vườn quốc gia có thung lũng sông băng dài nhất bên ngoài khu vực Bắc cực nằm trong số 1.085 dòng sông băng kiểm kê trong vùng, ngoài ra còn 170 con sông và hơn 400 hồ nước.
Loài thực vật phong phú của cả hai vùng thực vật phía tây nam và trung tâm châu Á phát triển trong vườn quốc gia. Trong tất cả khu vực của Vườn quốc gia Tajik phát triển hơn 2.100 loài thực vật bậc cao, trong đó có nhiều loài hiếm. Theo các hình thức hiện hành thì có sáu loại thực vật: sa mạc, thảm thực vật, gai góc cây khác dạng tròn có gai, thảo nguyên, đồng cỏ và cây bụi. Các vị trí dẫn đầu trong danh sách thực vật tại đây thuộc về haloxylon và cây ngải sa mạc. Khu vực rộng lớn cùng vùng núi đá bao gồm các loài Artemisia rhodanta, Cúc Tây Tạng (Ajania tibelica), Acantholimon diapencioides, Festuca sulcata, Slipa glareosa và nhiều loài khác. Vùng lõi và vùng đệm có nhiều loài được đưa vào Sách đỏ của Cộng hòa Tajikistan: Desmatodon altipes, Ostrowskia magnijica, Desideria pamirica, Oxytropis Hedini, Pulsatilla Kostycsewii, Acantholimon Varivtzevae, Saxifaga pulvinaria, Bunium persicum.
Về động vật thì đây là nơi trú ẩn của các loài chim và động vật có vú bao gồm loài gấu nâu, báo tuyết, chó sói, Sơn dương núi Pakistan, cừu Marco Polo, linh dương Siberia, mòng biển đầu nâu và Ngỗng Ấn Độ.